# Marie-Louisa Drouode
Marie-Louisa Drouode, née le 30 décembre 2005 à Baie-Mahault en Guadeloupe, est une coureuse cycliste française, spécialiste des épreuves du sprint sur piste. Elle devient notamment double championne de France en  2025, en vitesse individuelle et en keirin.

## Biographie
Née le 30 décembre 2005, Marie-Louisa débute le cyclisme sur piste à l'âge de 13 ans. Elle commence à se faire remarquer en 2022, en devenant championne de Guadeloupe juniors du contre-la-montre individuel et vice-championne de France juniors du 500 mètres.
Elle rejoint le CREPS Centre-Val de Loire de Bourges en 2023 et est sélectionnée pour les championnats d'Europe juniors. Elle y remporte la médaille d'argent sur les trois épreuves de sprint : le keirin, le 500 mètres et la vitesse individuelle. Retenue également pour les championnats du monde juniors, elle revient cette fois sans podium.
Battue en finale du keirin et de la vitesse individuelle par Taky Marie-Divine Kouamé lors des championnats de France 2024, elle est retenue en tant remplaçante dans l'équipe de vitesse par équipes pour les championnats d'Europe, aux côtés de Kouamé, Mathilde Gros et Julie Michaux mais elle ne participe à aucune course.
En 2025, elle remporte ses premiers titres de championne de France, sur la vitesse individuelle tout d'abord, puis sur le keirin le lendemain,. Elle termine également troisième du kilomètre, derrière Taky Marie-Divine Kouamé et Marion Borras.

## Palmarès sur piste

### Championnats d'Europe
| Épreuve / Édition     | 500 mètres | Keirin | Vitesse individuelle |
| Anadia 2023 (juniors) | Argent     | Argent | Argent               |

### Championnats nationaux
- 2022
  - 2e du 500 mètre juniors
  - 3e du keirin juniors
- 2024
  - 2e de la vitesse individuelle
  - 2e du keirin
  - 3e du 500 mètres
- 2025
  -  Championne de France de vitesse individuelle
  -  Championne de France du keirin
  - 3e du kilomètre